# 泰爾丘鄉

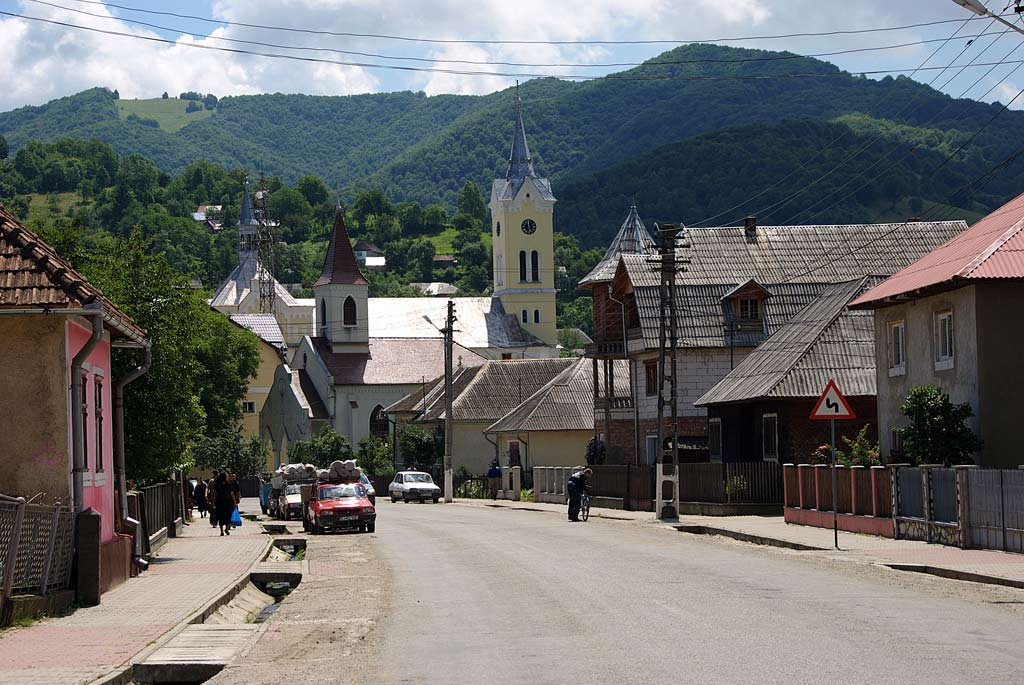

47°26′N 24°24′E / 47.433°N 24.400°E
泰爾丘鄉（羅馬尼亞語：Comuna Telciu, Bistrița-Năsăud），是羅馬尼亞的鄉份，位於該國西北部，由比斯特里察-訥瑟烏德縣負責管轄，面積291平方公里，海拔高度394米，2007年人口6,269，人口密度每平方公里22人。